# 龠
피리약(피리龠)은 한자 부수의 하나로, 강희자전 부수의 214번째 부수이다. 피리의 뜻을 담고 있다. 성부는 물론 형부로써 쓰이는 사례는 많지 않다.

## 龠부
龠부에 속해 있는 한자는 주로 피리나 악기와 관련되어 있다. 피리 약 (籥), 피리 지 (䶵), 불 취 (龡) 등이 그 예이다.
| 자획 | 글자  |
| ---- | ----- |
| 0획  | 龠    |
| 4획  | 䶳 龡 |
| 5획  | 龢    |
| 8획  | 䶴 龣 |
| 9획  | 龤 龥 |
| 10획 | 䶵    |

## 문헌
- Fazzioli, Edoardo. 《Chinese calligraphy : from pictograph to ideogram : the history of 214 essential Chinese/Japanese characters》. calligraphy by Rebecca Hon Ko. New York: Abbeville Press. ISBN 0-89659-774-1.
- Leyi Li: “Tracing the Roots of Chinese Characters: 500 Cases”. Beijing 1993, ISBN 978-7-5619-0204-2